# خوانگ یی
خوانگ یی (چینی: 黃奕؛ زادهٔ ۱۳ سپتامبر ۱۹۷۹) بازیگر و خواننده اهل چین است.
از فیلم‌ها یا برنامه‌های تلویزیونی که وی در آن نقش داشته است، می‌توان به برادران، زن دلاور دریاچه آئینه، حسرت ابدی و افسانه متولد می‌شود: ایپ من اشاره کرد.